# Royal Rumble (2019)
Royal Rumble (2019) — тридцать второе в истории шоу Royal Rumble, PPV-шоу производства американского рестлинг-промоушна WWE. Оно состоялось 27 января 2019 года на арене «Чейз-филд» в Финиксе, Аризона, США. По данным WWE, на мероприятии присутствовало 48 193 человека.
Традиционно победитель матча «Королевская битва» получает матч за звание чемпиона мира на WrestleMania того же года. В главном событии Сет Роллинс с бренда Raw выиграл мужской матч «Королевская битва», а Бекки Линч с бренда SmackDown выиграла женский матч «Королевская битва». На мероприятии также состоялось возвращение Джеффа Джарретта, который принял участие в своем первом матче в WWE со времен No Mercy в октябре 1999 года.

## Результаты
| №                                                                                       | Результаты                                                                   | Условия                                                           | Время   |
| --------------------------------------------------------------------------------------- | ---------------------------------------------------------------------------- | ----------------------------------------------------------------- | ------- |
| 1P                                                                                      | Бобби Руд и Чед Гейбл победили Скотта Доусона и Резара (с Дрейком Мавериком) | Командный матч                                                    | 6:55    |
| 2P                                                                                      | Синсукэ Накамура победил Русева (c) (с Ланой)                                | Одиночный матч за титул чемпиона Соединённых Штатов WWE           | 10:15   |
| 3P                                                                                      | Бадди Мёрфи (с) победил Калисто, Акиру Тодзаву и Хидео Итами                 | Четырёхсторонний матч за титул чемпиона WWE в первом тяжёлом весе | 12:05   |
| 4                                                                                       | Аска (с) победили Бекки Линч                                                 | Одиночный матч за титул чемпиона WWE SmackDown среди женщин       | 17:10   |
| 5                                                                                       | Миз и Шейн Макмэн победили «Планку» (Сезаро и Шимус) (c)                     | Командный матч за титул командных чемпионов WWE SmackDown         | 13:20   |
| 6                                                                                       | Ронда Раузи (c) победила Сашу Бэнкс                                          | Одиночный матч за титул чемпиона WWE Raw среди женщин             | 13:55   |
| 7                                                                                       | Бекки Линч выиграла женскую «Королевкую битву»                               | Матч «Королевская битва»                                          | 1:12:00 |
| 8                                                                                       | «Новый» Дэниел Брайан (с) победил Эй Джей Стайлза                            | Одиночный матч за титул чемпиона WWE                              | 24:35   |
| 9                                                                                       | Брок Леснар (c) (с Полом Хейманом) победил Финна Балора                      | Одиночный матч за титул чемпиона Вселенной WWE                    | 8:40    |
| 10                                                                                      | Сет Роллинс выиграл мужскую «Королевскую битву»                              | Матч «Королевская битва»                                          | 57:35   |
| - (ч) – чемпион на начало матча - P – указывает, что матч прошёл на предварительном шоу |                                                                              |                                                                   |         |